# (5818) 1989 RC1
Az (5818) 1989 RC1 a Naprendszer kisbolygóövében található aszteroida. Gilmore és Kilmartin fedezte fel 1989. szeptember 5-én.